# Juan Carlos Muñoz
Juan Carlos Muñoz, né le 6 mai 1919, à Avellaneda et mort le 22 novembre 2009, est un footballeur argentin.
Au poste d'ailier droit, Muñoz est un des principaux atouts de l'équipe de River Plate et de l'équipe d'Argentine qui dominent le football argentin et sud-américain dans les années 1940.

## Biographie
Repéré dans le club de Dock Sud, Muñoz est recruté par Antonio Liberti pour intégrer la grande équipe qu'il construit à River Plate. Connue sous le nom de La Máquina (« la machine »), cette équipe va dominer le football argentin des années 1940. Avec River, de 1939 à 1950, il dispute 184 matchs de championnat, marque 39 buts, et remporte quatre titres de champion d'Argentine, en 1941, 1942, 1945 et 1947. Muñoz brille par ses qualités de dribbleur et de passeur.
Avec l'équipe d'Argentine, il remporte la Copa América en 1945. Il compte onze sélections et deux buts avec l'équipe d'Argentine.
Il termine sa carrière à Platense, comme joueur de 1951 à 1953, où il joue 39 matchs et marque 3 buts, puis comme entraineur, en 1954.
Après sa carrière de joueur, il devient notamment commentateur sportif à la radio et à la télévision.